# Harsziésze (Ámon-főpap)

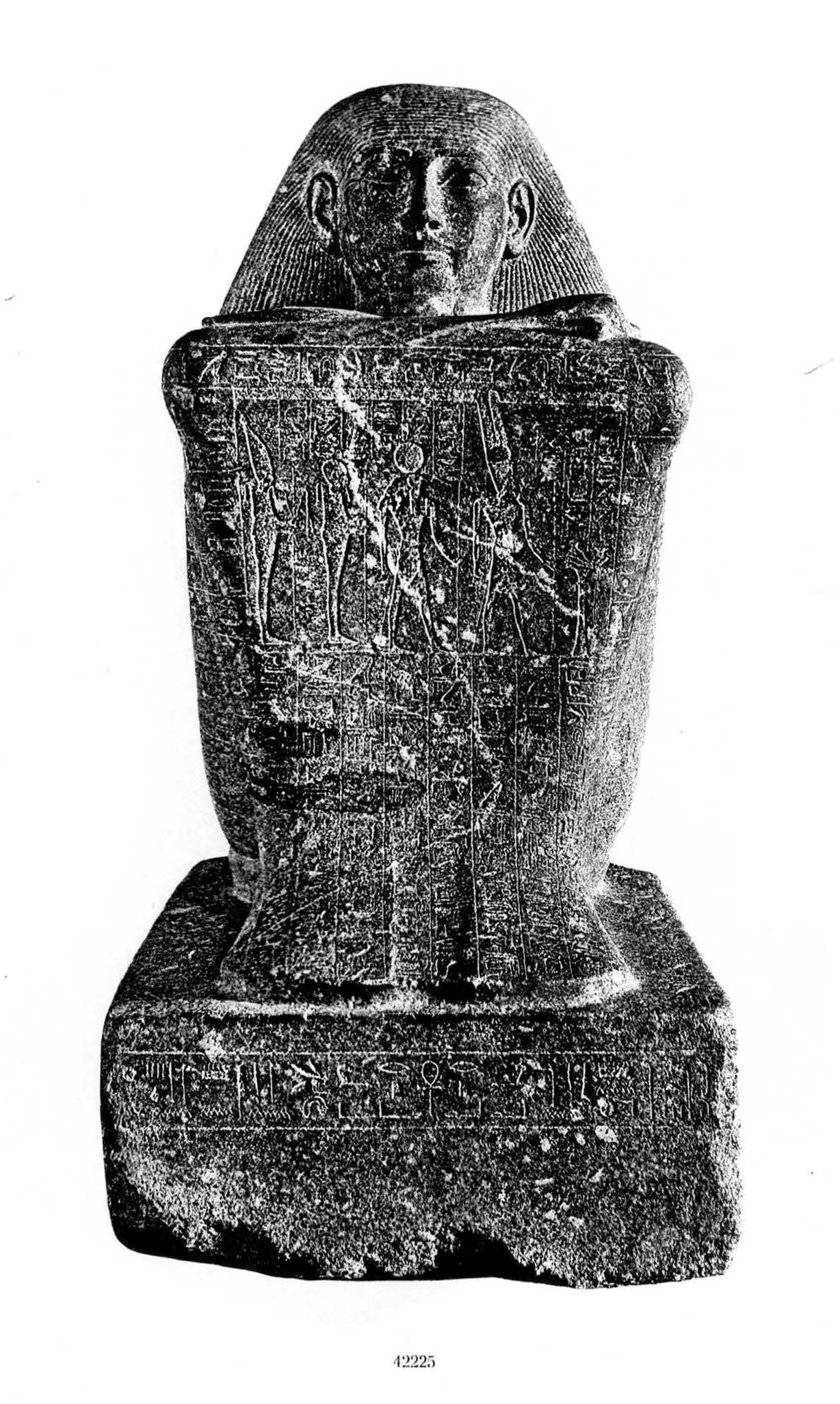
A CG 42225 szobor, amely említi Harsziészét

Harsziésze ókori egyiptomi pap volt, Ámon főpapja Thébában i. e. 874-ben.
Korábban azonosnak hitték azzal a Harsziészével, aki Sesonk főpap fia volt és később fáraó lett. Karl Jansen-Winkeln azonban bebizonyította, hogy Harsziésze fáraó sosem volt Ámon főpapja, csak egyszerű Ámon-pap.
Harsziésze főpapot először II. Oszorkon uralkodásának vége felé említik Ámon főpapjaként, egy szobron (katalógusszám: CGC 42225), amelyen Oszorkon kártusa szerepel. Valószínűleg akkor lett főpap, amikor az előző főpap, Takelot Oszorkon uralkodásának utolsó három évében királlyá kiáltotta ki magát Thébában, a taniszi székhelyű Oszorkon ellenében. A CGC 42225 szobrot Hór, a fáraó leveleinek írnoka állíttatta, akinek nevét említik a karnaki J templomban. Ezt a templomot II. Oszorkon utolsó éveiben építette Takelot, akkor még főpapként. Hór később I. Pedubaszt és VI. Sesonk alatt is szolgált, akik a taniszi XXII. dinasztia uralkodójának, III. Sesonknak a kortársai voltak. III. Sesonk egyszer még második fiát, Pasedbasztot is elküldte Thébába, ahol a herceg ajtót készíttetett a karnaki X. pülón előcsarnokához, és Pedubaszt uralkodására datálta. Hór túlélte Pedubaszt 25 évnyi uralkodását, és még VI. Sesonk alatt is élt, mert sírkúpjain az ő neve szerepel. Ez azt jelenti, hogy Harsziésze főpap nem lehetett azonos Harsziésze fáraóval, mivel utóbbi már II. Oszorkon 12. éve előtt meghalt, utóbbi pedig Hór közvetlen kortársa volt, és II. Oszorkon uralkodásának végén is szolgált.
Harsziészét említik III. Sesonk hatodik évében is, a Nílus vízszintjét feljegyző karnaki szövegek közül a 6. és a 27. szövegben; tudni, hogy I. Pedubaszt 18. és 19. évében is élt. Az elhúzódó polgárháborúban, amely Oszorkon herceg és I. Pedubaszt közt zajlott Théba uralmáért, Harsziésze Pedubaszt mellé állt, mivel a karnaki Nílus-szövegek szerint az ő Ámon-főpapja volt. Pedubaszt 23. évében halt meg, a király új főpapja ebben az évben egy bizonyos Takelot volt (mint arról a Nílus-szövegek közül a 29. beszámol). Ez azt jelenti, Harsziésze csaknem harminc éven át volt hatalmon: II. Oszorkon utolsó 3 évében, III. Sesonk első 7-8 évében és I. Pedubasztnak legalább 18-19 évében; valószínűleg Oszorkon trónörökös herceg fő riválisa volt a thébai főpapi hivatalért. Hosszú pályájából ítélve fiatalon kerülhetett a főpapi székbe, talán harmincas évei elején.

## Fordítás
- Ez a szócikk részben vagy egészben  a   Harsiese B című angol Wikipédia-szócikk ezen változatának fordításán alapul.  Az eredeti cikk szerkesztőit annak laptörténete sorolja fel. Ez a jelzés csupán a megfogalmazás eredetét és a szerzői jogokat jelzi, nem szolgál a cikkben szereplő információk forrásmegjelöléseként.